# Рогозінець
Рогозінець (пол. Rogoziniec, нім. Rogsen) — село в Польщі, у гміні Збоншинек Свебодзінського повіту Любуського воєводства.
Населення — 481 особа (2011).
У 1975-1998 роках село належало до Зеленогурського воєводства.

## Демографія
Демографічна структура станом на 31 березня 2011 року:
|          | Загалом | Допрацездатний вік | Працездатний вік | Постпрацездатний вік |
| -------- | ------- | ------------------ | ---------------- | -------------------- |
| Чоловіки | 242     | 53                 | 170              | 19                   |
| Жінки    | 239     | 43                 | 143              | 53                   |
| Разом    | 481     | 96                 | 313              | 72                   |